# Burg Wincheringen
Die Burg Wincheringen, auch Burg Warsberg oder Warsberghaus, ist die Ruine einer Wasserburg bei 240 m über NN in der Ortsmitte der Gemeinde Wincheringen im Landkreis Trier-Saarburg in Rheinland-Pfalz.

## Geschichte
Die Wasserburg wurde im 14. Jahrhundert von den Herren von Wincheringen erbaut und 1333 erwähnt. Bereits im 10. bis 12. Jahrhundert wurde mit Folmarus de Winchern im Güterverzeichnis der Abtei Mettlach ein Geschlecht von Wincheringen genannt. 1357 wurde die kurtrierische Burg den Freiherren von Warsberg zum Lehen überlassen und bleibt bis Ende des 18. Jahrhunderts in deren Besitz. Im 15. Jahrhundert entstand der Bergfried, im 16. Jahrhundert das Herrenhaus, 1830 brachte man die Glocken der Pfarrkirche St. Peter im Bergfried unter und 1850 fanden weitreichende Umbaumaßnahmen statt, die den ursprünglichen Zustand erheblich veränderten.
Im Zweiten Weltkrieg wurde der Wehrturm zerstört und wieder aufgebaut. Seit 1975 ist das Warsberghaus zusammen mit dem Wehrturm im Besitz der Ortsgemeinde Wincheringen.

## Anlage
Der 17 Meter hohe Wehrturm (Bergfried) aus dem 15. Jahrhundert mit dreiseitig vortretendem Treppenturm und Renaissanceportal dient heute noch als Glockenturm und ist das Wahrzeichen der Ortsgemeinde Wincheringen. Das dreigeschossige Herrenhaus aus dem 16. Jahrhundert im Stil der Renaissance dient heute als Gemeindebüro und Veranstaltungssaal.

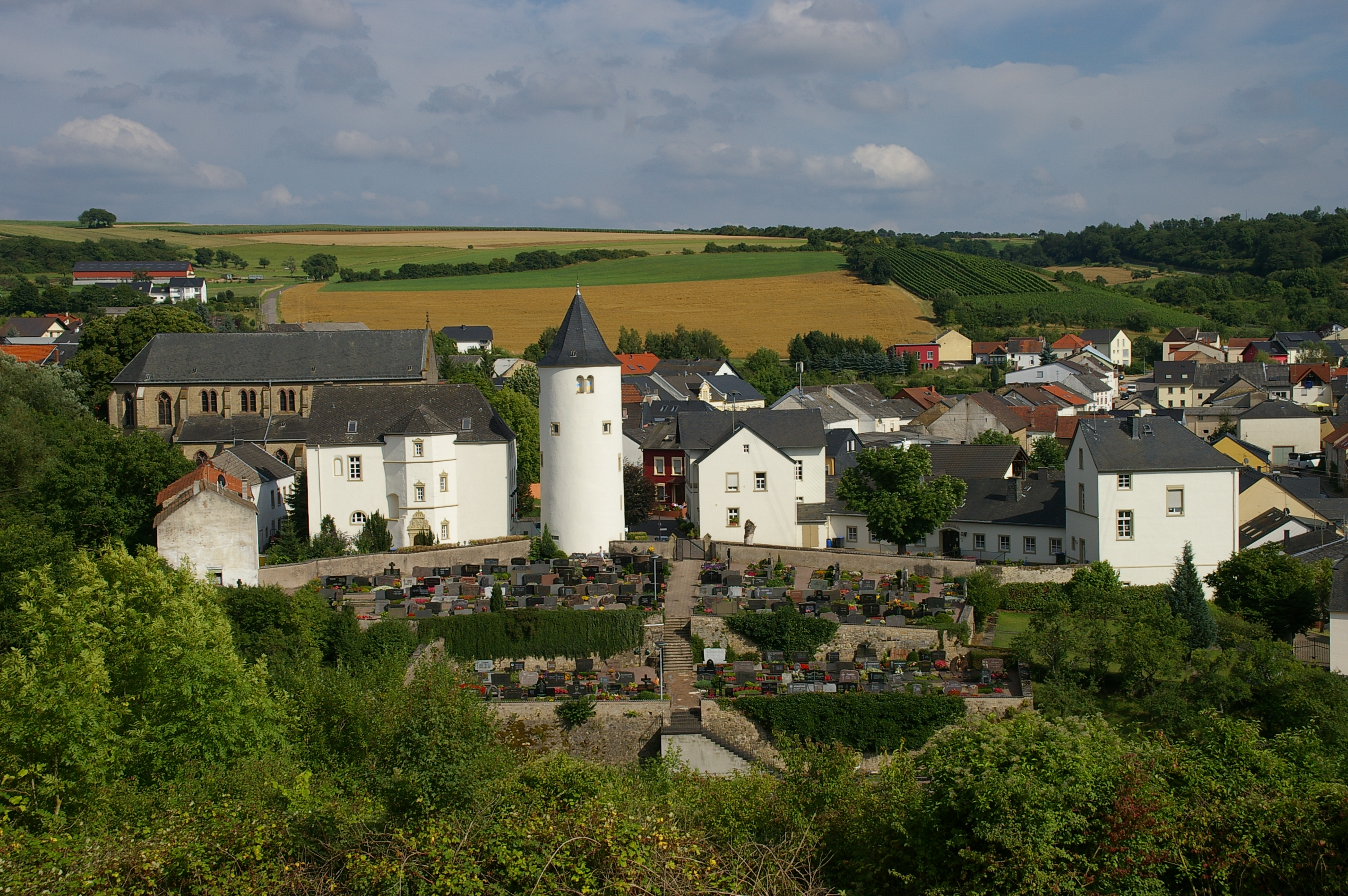
Burganlage in Wincheringen/Mosel